# Coendou
Coendou (кенду) — рід гризунів родини Голкошерстові (Erethizontidae).

## Поширення
Цей вид зустрічається від східної Панами до Аргентини, а на схід через Бразилію до Гвіани.

## Зовнішні морфологія
Довжина голови й тіла: 300–600 мм, хвоста: 330–450 мм. Дорослі можуть важити понад 4 кг. Хвіст голий, щоб максимально виконувати хапальну функцію. Волосся довге але голок повністю не покриває.

## Систематика
Рід Coendou налічує такі види:
1. Вид Coendou baturitensis
2. Вид Coendou bicolor
3. Вид Coendou ichillus
4. Вид Coendou insidiosus
5. Вид Coendou melanurus
6. Вид Coendou mexicanus
7. Вид Coendou nycthemera
8. Вид Coendou prehensilis
9. Вид Coendou pruinosus
10. Вид Coendou quichua
11. Вид Coendou roosmalenorum
12. Вид Coendou rothschildi
13. Вид Coendou rufescens
14. Вид Coendou sanctamartae
15. Вид Coendou speratus
16. Вид Coendou spinosus
17. Вид Coendou vestitus